# Domus Tiberiana
De Domus Tiberiana was een keizerlijk paleis in het oude Rome.

## Geschiedenis
Het oorspronkelijke paleis werd gebouwd door keizer Tiberius in de eerste helft van de 1e eeuw n.Chr. Het gebouw verrees op de Palatijn, waar Tiberius zelf was geboren. Hier stonden al de huizen en tempels die Augustus had laten bouwen. Caligula (en mogelijk ook Nero) breidde het complex uit, waarna het gedeeltelijk werd verwoest bij de Grote brand van Rome in het jaar 64. Domitianus liet het paleis herstellen en bouwde er zijn grote Domus Flavia naast. Bij aardbevingen in de 9e eeuw raakten de paleizen op de Palatijn zwaar beschadigd en werden afgebroken. In 1564 liet Alexander Farnese de jongere zijn Farnesische Tuinen op de plaats van de Domus Tiberiana bouwen. In 1860 werd de heuvel eigendom van Napoleon III van Frankrijk, die de eerste systematische opgravingen liet uitvoeren.
Terwijl de restanten van de andere paleizen grotendeels zijn blootgelegd, ligt de Domus Tiberiana nog voor een belangrijk deel begraven onder de restanten van de Farnesische Tuinen, die op zichzelf ook een monument zijn.

## Het paleis
Omdat de site van de Domus Tiberiana niet helemaal onderzocht is, kan geen volledige reconstructie van het complex gemaakt worden. De oudste sectie bestond onder andere uit een peristylium met daaromheen kamers. Een straat leidde naar de tempels van Magna Mater en Victoria. Caligula breidde het complex in noordelijke richting uit, tot de rand van de heuvel die over het Forum Romanum uitkijkt. Caligula bouwde ook een ingang tot het paleis aan het forum en gebruikte de Tempel van Castor en Pollux als vestibule. Nero bouwde aan de oostelijke zijde van het paleis zijn Domus Transitoria. Bij de Grote brand in 64 gingen een groot deel van de Domus Tiberiana in vlammen op. Onder Domitianus werd het paleis weer herbouwd. Hij bouwde op het forum een nieuw atrium en een trappenhuis waarmee het paleis op de heuvel bereikt kon worden.